# Illiesonemoura polystigma
Illiesonemoura polystigma är en bäcksländeart som först beskrevs av Aubert 1959.  Illiesonemoura polystigma ingår i släktet Illiesonemoura och familjen kryssbäcksländor. Inga underarter finns listade i Catalogue of Life.